# Coupe du monde masculine de basket-ball des moins de 17 ans
Cet article traite de l'épreuve masculine. Pour la compétition féminine, voir Coupe du monde féminine de basket-ball des moins de 17 ans.
La coupe du monde masculine de basket-ball des moins de 17 ans (anglais : FIBA Under-17 Basketball World Cup), anciennement championnat du monde de basket-ball masculin des moins de 17 ans (FIBA Under-17 World Championship) a été créé par la FIBA en 2005. La première édition a lieu à Hambourg, en Allemagne, en 2010. La compétition se tient tous les deux ans. Les États-Unis sont les uniques tenants du titre une médaille d'or dans chacune des éditions.

## Palmarès
| Édition | Année | Pays hôte           | Finale                                      | Finale                                      | Finale                                      | Petite finale                               | Petite finale                               | Petite finale                               | MVP                                         |
| Édition | Année | Pays hôte           | Champion                                    | Score                                       | Deuxième                                    | Troisième                                   | Score                                       | Quatrième                                   | MVP                                         |
| ------- | ----- | ------------------- | ------------------------------------------- | ------------------------------------------- | ------------------------------------------- | ------------------------------------------- | ------------------------------------------- | ------------------------------------------- | ------------------------------------------- |
| 1re     | 2010  | Allemagne           | États-Unis                                  | 111 - 80                                    | Pologne                                     | Canada                                      | 83 - 81                                     | Lituanie                                    | Bradley Beal                                |
| 2e      | 2012  | Lituanie            | États-Unis                                  | 95 - 62                                     | Australie                                   | Croatie                                     | 93 - 61                                     | Espagne                                     | Jahlil Okafor                               |
| 3e      | 2014  | Émirats arabes unis | États-Unis                                  | 99 - 92                                     | Australie                                   | Serbie                                      | 62 - 59                                     | Espagne                                     | Malik Newman                                |
| 4e      | 2016  | Espagne             | États-Unis                                  | 96 - 56                                     | Turquie                                     | Lituanie                                    | 81 - 63                                     | Espagne                                     | Collin Sexton                               |
| 5e      | 2018  | Argentine           | États-Unis                                  | 95 - 52                                     | France                                      | Porto Rico                                  | 90 - 77                                     | Canada                                      | Jalen Green                                 |
| 6e      | 2020  | Bulgarie            | annulé en raison de la pandémie de Covid-19 | annulé en raison de la pandémie de Covid-19 | annulé en raison de la pandémie de Covid-19 | annulé en raison de la pandémie de Covid-19 | annulé en raison de la pandémie de Covid-19 | annulé en raison de la pandémie de Covid-19 | annulé en raison de la pandémie de Covid-19 |
| 7e      | 2022  | Espagne             | États-Unis                                  | 79 - 67                                     | Espagne                                     | France                                      | 66 - 58                                     | Lituanie                                    | Izan Almansa (en)                           |
| 8e      | 2024  | Turquie             | États-Unis                                  | 129-88                                      | Italie                                      | Turquie                                     | 101-78                                      | Nouvelle-Zélande                            | Cameron Boozer (en)                         |
| 9e      | 2026  | Turquie             |                                             | -                                           |                                             |                                             | -                                           |                                             |                                             |

## Tableau des médailles
| Rang | Pays       | Médaille d'or, Coupe du Monde | Médaille d'argent, Coupe du Monde | Médaille de bronze, Coupe du Monde | Total |
| ---- | ---------- | ----------------------------- | --------------------------------- | ---------------------------------- | ----- |
| 1    | États-Unis | 7                             | 0                                 | 0                                  | 7     |
| 2    | Australie  | 0                             | 2                                 | 0                                  | 2     |
| 3    | France     | 0                             | 1                                 | 1                                  | 2     |
| -    | Turquie    | 0                             | 1                                 | 1                                  | 2     |
| 5    | Espagne    | 0                             | 1                                 | 0                                  | 1     |
| -    | Pologne    | 0                             | 1                                 | 0                                  | 1     |
| -    | Italie     | 0                             | 1                                 | 0                                  | 1     |
| 7    | Canada     | 0                             | 0                                 | 1                                  | 1     |
| -    | Croatie    | 0                             | 0                                 | 1                                  | 1     |
| -    | Lituanie   | 0                             | 0                                 | 1                                  | 1     |
| -    | Porto Rico | 0                             | 0                                 | 1                                  | 1     |
| -    | Serbie     | 0                             | 0                                 | 1                                  | 1     |

## Participation par pays
| Nation                 | 2010 | 2012 | 2014 | 2016 | 2018 | 2022 | 2024 | Total |
| ---------------------- | ---- | ---- | ---- | ---- | ---- | ---- | ---- | ----- |
| Allemagne              | 8e   | -    | -    | -    | -    | -    | -    | 1     |
| Angola                 | -    | -    | 11e  | -    | -    | -    |      | 1     |
| Argentine              | 9e   | 6e   | 10e  | 13e  | 11e  | 11e  | Q    | 6     |
| Australie              | 6e   | 2e   | 2e   | 7e   | 6e   | 6e   |      | 6     |
| Bosnie-Herzégovine     | -    | -    | -    | 9e   | -    | -    | -    | 1     |
| Canada                 | 3e   | 5e   | 6e   | 5e   | 4e   | 9e   | Q    | 6     |
| Chine                  | 7e   | 7e   | 7e   | 10e  | 15e  | -    |      | 5     |
| Corée du Sud           | 12e  | 11e  | -    | 8e   | -    | -    |      | 3     |
| Croatie                | -    | 3e   | -    | -    | 7e   | -    | -    | 2     |
| Égypte                 | 11e  | 12e  | 13e  | 16e  | 16e  | 10e  | Q    | 6     |
| Émirats arabes unis    | -    | -    | 16e  | -    | -    | -    | -    | 1     |
| Espagne                | 10e  | 4e   | 4e   | 4e   | -    | 2e   | Q    | 5     |
| États-Unis             | 1er  | 1er  | 1er  | 1er  | 1er  | 1er  | Q    | 6     |
| Finlande               | -    | -    | -    | 12e  | -    | -    | -    | 1     |
| France                 | -    | 10e  | 8e   | 6e   | 2e   | 3e   |      | 5     |
| Grèce                  | -    | -    | 12e  | -    | -    | -    |      | 1     |
| Guinée                 | -    | -    | -    | -    | -    | -    | Q    | 1     |
| Italie                 | -    | -    | 9e   | -    | -    | -    |      | 1     |
| Japon                  | -    | -    | 14e  | -    | -    | 14e  |      | 2     |
| Liban                  | -    | -    | -    | -    | -    | 16e  |      | 1     |
| Lituanie               | 4e   | 9e   | -    | 3e   | -    | 4e   |      | 4     |
| Mali                   | -    | -    | -    | 15e  | 12e  | 15e  | -    | 3     |
| Monténégro             | -    | -    | -    | -    | 8e   | -    |      | 1     |
| Nouvelle-Zélande       | -    | -    | -    | -    | 14e  | 12e  |      | 2     |
| Philippines            | -    | -    | 15e  | -    | 13e  | -    |      | 2     |
| Pologne                | 2e   | -    | -    | -    | -    | 8e   |      | 2     |
| Porto Rico             | -    | -    | 5e   | -    | 3e   | -    | Q    | 2     |
| République dominicaine | -    | -    | -    | 11e  | 9e   | 13e  | -    | 3     |
| République tchèque     | -    | 8e   | -    | -    | -    | -    | -    | 1     |
| Serbie                 | 5e   | -    | 3e   | -    | 10e  | 5e   |      | 4     |
| Slovénie               | -    | -    | -    | -    | -    | 7e   |      | 1     |
| Taïwan                 | -    | -    | -    | 14e  | -    | -    |      | 1     |
| Turquie                | -    | -    | -    | 2e   | 5e   | -    | Q    | 3     |
| Total                  | 12   | 12   | 16   | 16   | 16   | 16   | 16   |       |